# Bruno Pittermann

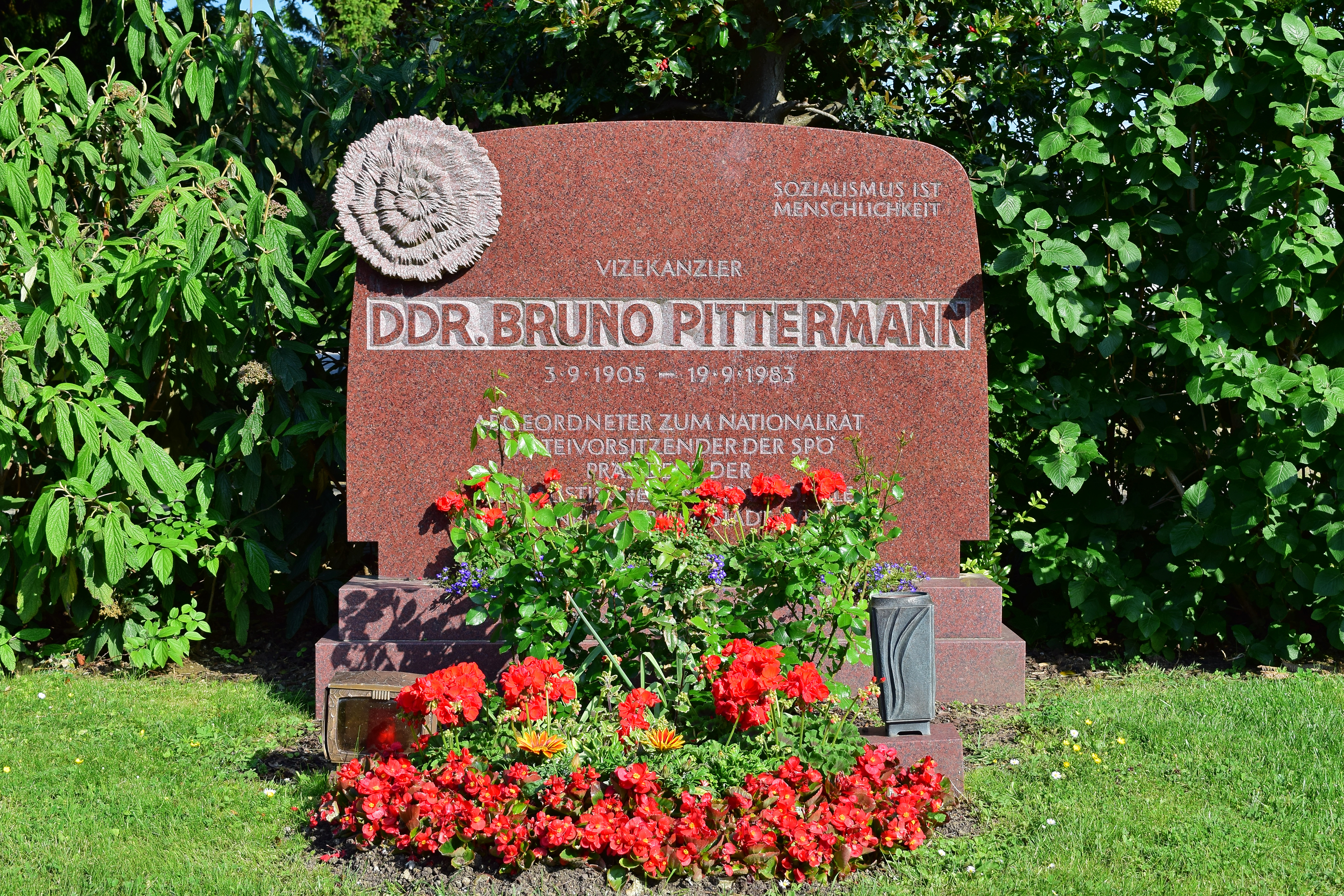
Tzv. Čestný hrob (Ehrengrab) na vídeňském centrálním hřbitově (Wiener Zentralfriedhof)

Bruno Pittermann (3. září 1905, Vídeň – 19. září 1983, tamtéž) byl rakouský politik a také bývalý letitý předseda Sociálně demokratické strany Rakouska (SPÖ), v jejímž čele vystřídal svého stranického kolegu a od roku 1957 rakouského spolkového prezidenta Adolfa Schärfa.

## Životopis
Na univerzitě ve Vídni vystudoval učitelství dějepisu a zeměpisu, posléze vykonával profesi učitele, knihovníka, či zaměstnance Komory práce (německy Arbeiterkammer) v Klagenfurtu. Ve třicátých letech 20. století, tj. v období nástupu rakouského národního socialismu (německy Austrofaschismus), byl zatčen, přišel o práci a vykonával různé příležitostné profese. Právě v tomto období vystudoval ještě dodatečně práva (německy Jus) na své bývalé alma mater.
V letech 1957–1967 zastával pozici předsedy Sociálně demokratické strany Rakouska (SPÖ). V takřka stejném období (1957–1966) byl také navíc rakouským vicekancléřem a předsedou stranického klubu (tzv. Klubobmann, 1956–1970). Za jeho vládnutí se sociální demokracie aktivně podílela na uzavíraní tzv. Velké koalice (s rakouskými lidovci).
Jeho dcera, Elisabeth Pittermann (* 3. února 1946, Vídeň), je lékařkou a také političkou.

### Moderní kritika Pittermanna
Moderní historie o něm tvrdí, že byl sice velice dobrým řečníkem, avšak již horším stranickým předsedou, k tomu ještě bez autority, který vše nechával tak nějak volně plynout.